# Lactarius madagascariensis
Lactarius madagascariensis é um fungo que pertence ao gênero de cogumelos Lactarius na ordem Russulales. Encontrado em Madagascar, foi descrito cientificamente pelos micologistas Bart Buyck e Annemieke Verbeken em 2007.